# Ригівська сільська рада
Ригівська сільська рада — колишній орган місцевого самоврядування у Лохвицькому районі Полтавської області з центром у селі Риги.

## Населені пункти
Сільраді були підпорядковані населені пункти:
- c. Риги
- c. Венслави
- c. Пестичевське